# Home Sweet Home Alone
Home Sweet Home Alone (Por fin solo en casa en España, y Mi pobre y dulce angelito en Hispanoamérica) es una película de comedia navideña estadounidense de 2021 dirigida por Dan Mazer con un guion de Mikey Day y Streeter Seidell. Es la sexta película de la franquicia Home Alone. La película es producida por 20th Century Studios como una película original de Disney+, la primera película de 20th Century Studios producida para el streaming. Se anunció después de que The Walt Disney Company adquiriera los estudios de 21st Century Fox y heredara los derechos cinematográficos de la franquicia Home Alone. La película está protagonizada por Ellie Kemper, Rob Delaney, Archie Yates, Aisling Bea, Kenan Thompson, Pete Holmes, Ally Maki y Chris Parnell.

## Argumento
Jeff y Pam McKenzie están tratando de vender su casa, pero no se lo han dicho a sus hijos, Abby y Chris. Jeff había perdido su trabajo y el salario de Pam no puede permitirse mantener su casa. Para empeorar las cosas, el desagradable y exitoso hermano de Jeff, Hunter, su esposa, Mei, y su hijo Ollie, han decidido quedarse con ellos en Navidad. Durante una jornada de puertas abiertas, Max Mercer y su madre Carol pasan a usar el baño. Max tiene un breve intercambio con Jeff, durante el cual este último revela una caja de muñecas viejas, incluida una deformada con la cara al revés. Carol comenta cómo las muñecas con deformidades inusuales tienden a venderse debido a su rareza. Cuando Max y Carol regresan a casa, toda la familia se prepara para irse a Tokio, Japón, para las vacaciones, y Carol se marcha antes que el resto de la familia. Max, molesto por el alboroto, decide esconderse en el coche aparcado en el garaje y se queda dormido.
Preocupado por perder su hogar, Jeff va a recuperar la muñeca, solo para descubrir que falta. Creyendo que Max lo robó, se las arregla para localizar a la casa Mercer al día siguiente, solo para encontrar que toda la familia se marcha apresuradamente. Durante la conmoción, escucha el código de seguridad y ve dónde está escondida la llave de la casa. Se lo cuenta a Pam y aceptan ir a robar la muñeca por la noche. Mientras tanto, Max descubre que toda la familia se ha ido y lo aprovecha para divertirse, aunque rápidamente se aburre y anhela volver a verlos a todos. Mientras tanto, Jeff y Pam llegan a la casa de Mercer y entran. Max los oye hablar de tener un "niño feo" y asume que están hablando de vendérselo a una anciana. Intenta asustarlos llamando a la policía. Llega el oficial Buzz McCallister, pero Pam logra desviarlo. Max se da cuenta de que si se entera de que estaba solo en casa, sus padres podrían ser arrestados.
Carol descubre que Max se ha quedado solo en casa y compra un boleto para regresar. Los McKenzie se dirigen a la iglesia al día siguiente, donde se encuentran con su agente de bienes raíces, Gavin Washington, quien les dice que tienen un comprador, pero que deben decidir antes de fin de año; presionarlos. Max llega y, sin saberlo, conversa con el hijo de Jeff y Pam, Chris, quien con simpatía le da su pistola nerf. Jeff y Pam ven a Max hablando con un anciano después y asumen que ella es su abuela. Deciden irrumpir en la casa una vez más mientras el resto de su familia todavía está en la iglesia. Se escabullen por la parte trasera de la casa, pero terminan en el patio trasero del vecino. Max los escucha una vez más conspirar con Jeff accediendo a llegar vestido como Santa en un esfuerzo por engañarlo. Max responde colocando trampas en su casa mientras Jeff y Pam esperan a que su familia se duerma en Nochebuena.
Jeff y Pam son sometidos a las trampas de Max, durante las cuales descubren que Max no robó la muñeca, sino que robó una lata de refresco. Ellos aclaran el malentendido, pero descubren que Max también está solo en casa y aceptan dejarlo quedarse con ellos hasta que su madre regrese. Mientras explican toda la situación a su familia, resulta que Ollie robó la muñeca y logró recuperarla de manera segura, asegurando así que los McKenzies se quedarán. Carol llega para recoger a Max y, habiéndose mudado a su casa hace solo dos meses, encuentra amigos en los McKenzies y les agradece por cuidar de Max. Un año después, los Mercer y los McKenzie cenan juntos en Navidad, Jeff consiguió un nuevo trabajo y le da a Max de buena gana el refresco que ansiaba el año anterior.

## Reparto
- Archie Yates como Max Mercer, un niño que sus padres dejan accidentalmente en casa.
- Ellie Kemper como Pam Fritzovski, una criminal
- Rob Delaney como Jeff Mckenzie, un criminal y esposo de Pam.
- Aisling Bea como Carol Mercer, madre de Max.
- Kenan Thompson como Gavin
- Ally Maki como Mei
- Pete Holmes como Blake Mercer, padre de Max.
- Chris Parnell como el tío Stu, tío de Max.
- Timothy Simons como Hunter
- Andy Daly como Mike
- Mikey Day como un sacerdote

Además, Devin Ratray reanuda su papel de Buzz McCallister de Home Alone (1990) y Home Alone 2: Lost in New York (1992) con el personaje ahora trabajando como un policía.

## Producción

### Desarrollo
El 6 de agosto de 2019, el director ejecutivo de Disney, Bob Iger, anunció que se estaba desarrollando una nueva película de la franquicia Home Alone, titulada Home Alone. En octubre, Dan Mazer había iniciado negociaciones para dirigir la película, con un guion coescrito por Mikey Day y Streeter Seidell. Hutch Parker y Dan Wilson se desempeñaron como productores.

### Casting
En diciembre de 2019, Archie Yates, Rob Delaney y Ellie Kemper fueron anunciados como coprotagonistas de la película. En julio de 2020, se informó que Ally Maki, Kenan Thompson, Chris Parnell, Aisling Bea, Pete Holmes, Timothy Simons y Mikey Day se habían unido al elenco. En abril de 2020, se informó que Macaulay Culkin, quien interpretó a Kevin McCallister en las dos primeras películas, repetiría su papel en un cameo; Culkin negó esto. En agosto de 2021, se anunció que aparecería Devin Ratray, quien interpretó a Buzz McCallister en las dos primeras películas.

### Rodaje
El rodaje comenzó en febrero de 2020, en Canadá. En marzo, la filmación se detuvo debido a la pandemia de COVID-19 y las restricciones de la industria en todo el mundo. En noviembre de 2020, Disney anunció que todas sus películas que habían sido pospuestas por el coronavirus habían reanudado el rodaje y, en algunos casos, completaron el rodaje.

## Lanzamiento

### Marketing
El primer tráiler se lanzó el 12 de octubre de 2021. Recibió respuestas negativas de los fanáticos y recibió más de 64 000 dislikes en YouTube.

### Streaming
La película se estrenó exclusivamente en Disney+ el 12 de noviembre de 2021, como parte de su Disney+ Day, conmemorando su segundo aniversario de la plataforma.